# Night of the Living Dead (1968)
Night of the Living Dead is een Amerikaanse horrorfilm uit 1968, geregisseerd door George A. Romero. Het is een onafhankelijke film in zwart-wit. De hoofdrollen worden ingevuld door Duane Jones als 'Ben' en Judith O'Dea als 'Barbra'. Het verhaal gaat over de mysterieuze reanimatie van doden en het gevecht van Ben, Barbra en vijf anderen om de nacht te overleven terwijl ze vast zitten in een boerderij in Pennsylvania.
De film wordt beschouwd als een cultfilm. In 1999 werd Night of the Living Dead opgenomen in het National Film Registry.

## Verhaal
Johnny (Russell Streiner) en zus Barbra rijden naar een begraafplaats in Pennsylvania om een bloem te leggen op het graf van hun reeds lang overleden vader. Johnny klaagt omdat de autorit lang was. Barbra is bang van kerkhoven, en Johnny plaagt haar hiermee: 'They're coming to get you, Barbra!' ("Ze komen je halen, Barbra!").
Een bleke man (Bill Hinzman) strompelt op Johnny en Barbra af. De man grijpt Barbra maar Johnny weet haar te bevrijden. Johnny en de man raken in gevecht met elkaar, waarbij Johnny verliest en zijn nek breekt. Barbra probeert te ontkomen in de auto maar ze rijdt tegen een boom. Ze rent naar een verlaten boerderij in de buurt en geraakt er met veel moeite binnen. Vanachter het raam ziet ze nog meer bleke, strompelende mensen die achter haar aan komen. Barbra vlucht het huis binnen. Bovenaan de trap ontdekt ze een toegetakeld lijk.
Barbra schrikt en wil weer naar buiten rennen. Dan ontmoet ze Ben, die in een pick-up is gearriveerd. Ben bestrijdt de strompelende mensen, en barricadeert hierna het huis. Barbra raakt hysterisch en kan niets anders doen dan apathisch op de bank liggen. Vijf andere personen hebben zich eveneens in de boerderij verstopt, in de kelder. Ben ontdekt in een kast een geweer met patronen. Hiermee probeert hij de belegerden en zichzelf te verdedigen. Ondertussen blijkt uit een radio-uitzending dat de zombies in de hele kustregio actief zijn. Volgens wetenschappers zijn de zombies mogelijk het gevolg van radioactieve bestraling die vrij is gekomen toen een ruimtesonde ontplofte.
Een voor een worden de belegerden gedood door de zombies. De hele nacht houden alleen nog Barbra en Ben zich staande maar dan dringen de zombies toch binnen in het huis. De zombies nemen Barbra gevangen terwijl Ben nog naar de kelder kan vluchten. Tegen de ochtend komt een groep soldaten aan die de zombies vernietigt. Ben wordt echter ook voor een zombie aangezien en neergeschoten.

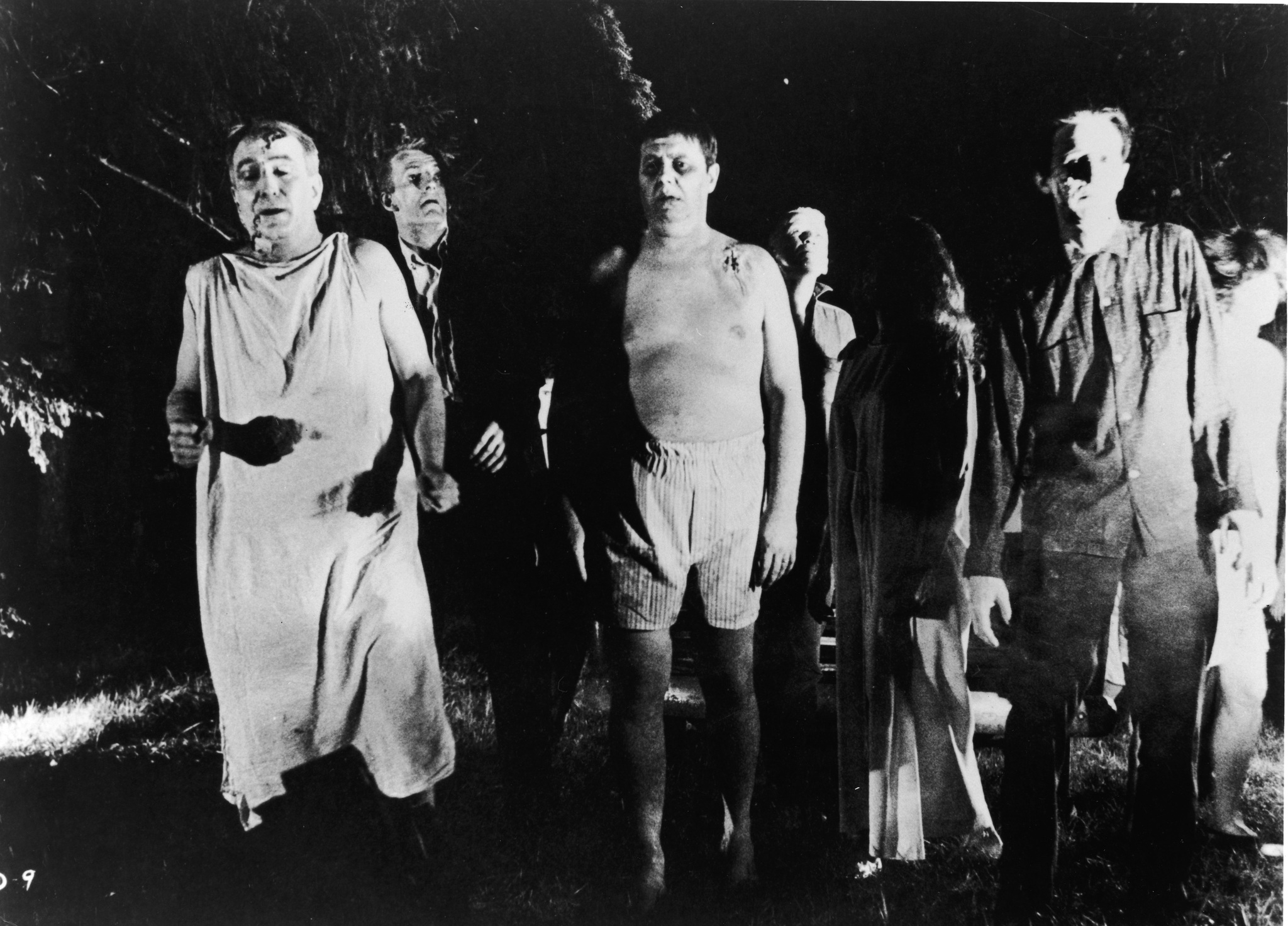
Zombies zwerven door de straten

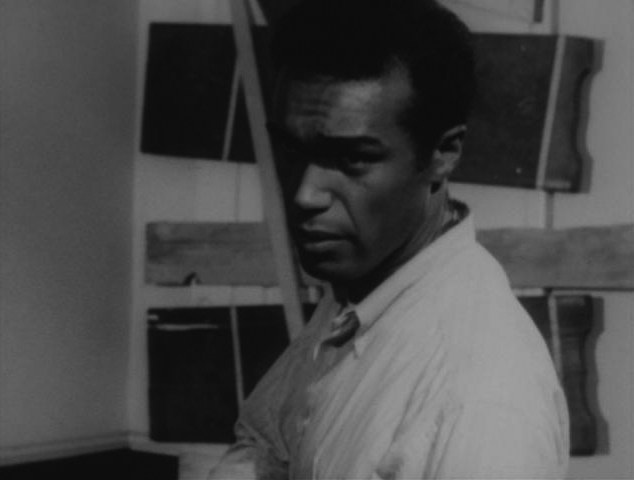
Duane Jones als "Ben" in Night of the Living Dead

## Rolverdeling
| Acteur          | Personage                            |
| --------------- | ------------------------------------ |
| Duane Jones     | Ben Hanser                           |
| Judith O'Dea    | Barbra                               |
| Karl Hardman    | Harry Cooper                         |
| Marilyn Eastman | Helen Cooper / Insectenetende zombie |
| Keith Wayne     | Tom                                  |
| Judith Ridley   | Judy                                 |
| Kyra Schon      | Karen Cooper                         |
| Charles Craig   | Nieuwslezer / Zombie                 |
| Bill Hinzman    | Begraafplaats zombie                 |
| George Kosana   | Sheriff McClelland                   |
| Frank Doak      | Wetenschapper                        |

## Achtergrond

### Productie
Night of the Living Dead was de eerste lange bioscoopfilm van George A. Romero. Hiervoor schoot hij filmpjes voor de in Pittsburgh gevestigde omroep WQED, zoals de kinderserie
Mister Rogers' Neighborhood .
In vroege versies van het scenario werd de titel Monster Flick gebruikt; de werktitels tijdens de productie waren Night of Anubis and Night of the Flesh Eaters.

Romero maakte de film met een laag budget van slechts $114.000, maar na een decennium vertoningen en heruitgaven had de film naar schatting in de VS reeds 12 miljoen dollar opgebracht en 30 miljoen dollar wereldwijd. De film werd soms bekritiseerd voor zijn beeldmateriaal, maar drie decennia later voegde het Library of Congress de film samen met enkele andere toe aan de National Film Registry van de VS omwille van zijn "historisch, cultureel, esthetisch belang".

### Invloed
De film legde een aantal regels vast in het zombiegenre. Zoals Dracula verslagen kan worden door een houten spies door het hart, dienen sinds Romero's film de hersenen van de zombie vernietigd te worden. Zo kan de dode gestopt worden.

## Opvolgers
Romero maakte een aantal vervolgen.
- Night of the Living Dead (1990), de nieuwe versie van Romero's origineel (in kleur) onder regie van Tom Savini
- Dawn of the Dead (1978 film), het originele tweede deel uit Romero's zombiecyclus
  - Dawn of the Dead (2004 film), de nieuwe versie hiervan onder regie van Zack Snyder
- Day of the Dead (1985), het originele derde deel uit Romero's zombiecyclus
  - Day of the Dead (2008), de nieuwe versie hiervan onder regie van Steve Miner
- Land of the Dead, het vierde deel uit Romero's zombiecyclus (2005)
- Diary of the Dead, het vijfde deel uit Romero's zombiecyclus (2007)
- Survival of the Dead, het zesde deel uit Romero's zombiecyclus (2009)

Met name het eerste vervolg (Dawn of the Dead) kreeg nog een grotere cult-status dan het eerste deel. De serie wordt geprezen door haar maatschappijkritische karakter.